# Danse-théâtre

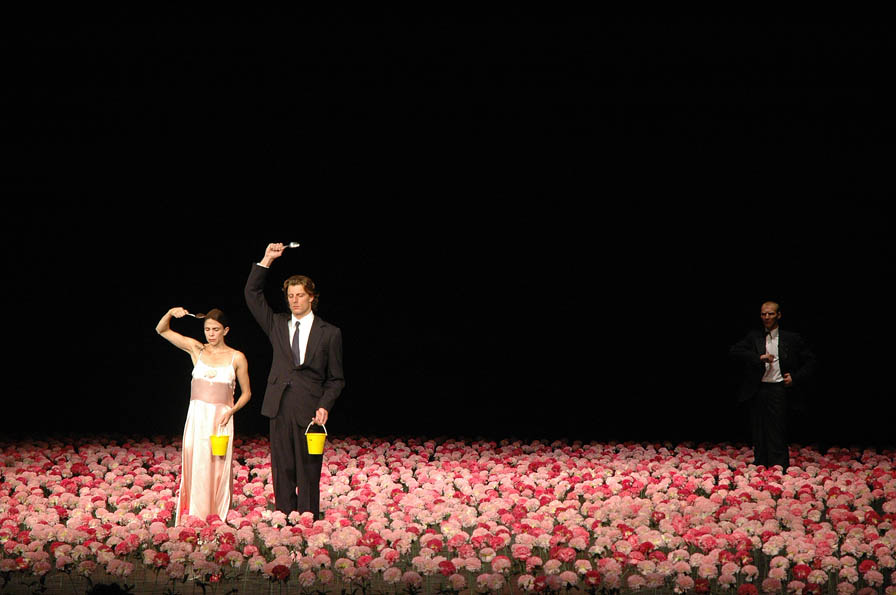
Cravos, par Pina Bausch, un exemple de danse-théâtre.

La danse-théâtre (en allemand, Tanztheater) est une branche de la danse qui utilise l'expressivité et la théâtralité dans l'écriture chorégraphique et les mouvements des danseurs.

## Historique
La danse-théâtre est apparue au milieu du XXe siècle, en Allemagne avec l'expressionnisme allemand des années 1920 avec les travaux de Kurt Jooss sous le nom de Tanztheater. C'est Pina Bausch et sa compagnie le Tanztheater Wuppertal, qui en furent dès 1974 les grands promoteurs en Europe avec la pièce emblématique Café Müller (1978). Dans les années 1980, la nouvelle danse française a oscillé entre « danse-théâtre » et « théâtre dansé », mettant l'accent tantôt sur une discipline, tantôt sur l'autre, avec les travaux de Maguy Marin, telle que la pièce emblématique May B (1981) et ceux d'Isaac Alvarez.
La danse-théâtre n'est pas du théâtre dansé ou de la danse jouée. Elle est danse parce que musicale, dans le sens où une linéarité et une gestion du temps et des silences qui la composent constituent une musique audible ou visible. Elle est théâtre parce qu'elle permet soit à des personnages d'exister et de s'exprimer, soit à des situations « dramatiques » de se dérouler sur le plateau, ou simplement l'espace scénique choisi par l'artiste. L'artiste interprète est alors acteur et danseur à la fois, sans être tenu à un style chorégraphique spécifique ni à un jeu théâtral déterminé. Chaque « chorégraphe-metteur en scène » donnera sa marque en créant l'imaginaire souhaité.
Ce mélange de genres permet d'utiliser le corps de l'acteur et sa présence ou son regard, par exemple en élargissant le contexte d'écriture théâtrale ou chorégraphique aux deux arts, voire davantage.